# Rotzo
Rotzo (cimbri Rotz) és un municipi italià, dins de la província de Vicenza. Fou un dels municipis de la Federació de les Set Comunes, on hi vivien membres de la minoria alemanya dels cimbris, tot i que s'ha perdut la seva llengua. L'any 2007 tenia 620 habitants. Limita amb els municipis d'Asiago, Roana, Levico Terme (TN), Luserna (TN) i Valdastico.

## Administració
| Període | Identitat        | Partit        |
| ------- | ---------------- | ------------- |
| 2004-   | Matteo Dal Pozzo | Llista cívica |